# Hornburg (Schladen-Werla)
Hornburg è un centro abitato della Bassa Sassonia, in Germania, compreso nel comune di Schladen-Werla.
Hornburg è la città natale di papa Clemente II ed è famosa anche per le sue caratteristiche case a graticcio.

## Storia
La prima menzione di Hornburg e del suo castello risale ad un documento del sovrano Ottone III del 994, conservato all'abbazia di Quedlinburg. Il castello e il borgo circostante facevano parte del territorio del vescovado di Halberstadt.
Il castello di Hornburg sorge su un rilievo che controlla la via di comunicazione fra Braunschweig, Halberstadt e Hildesheim.

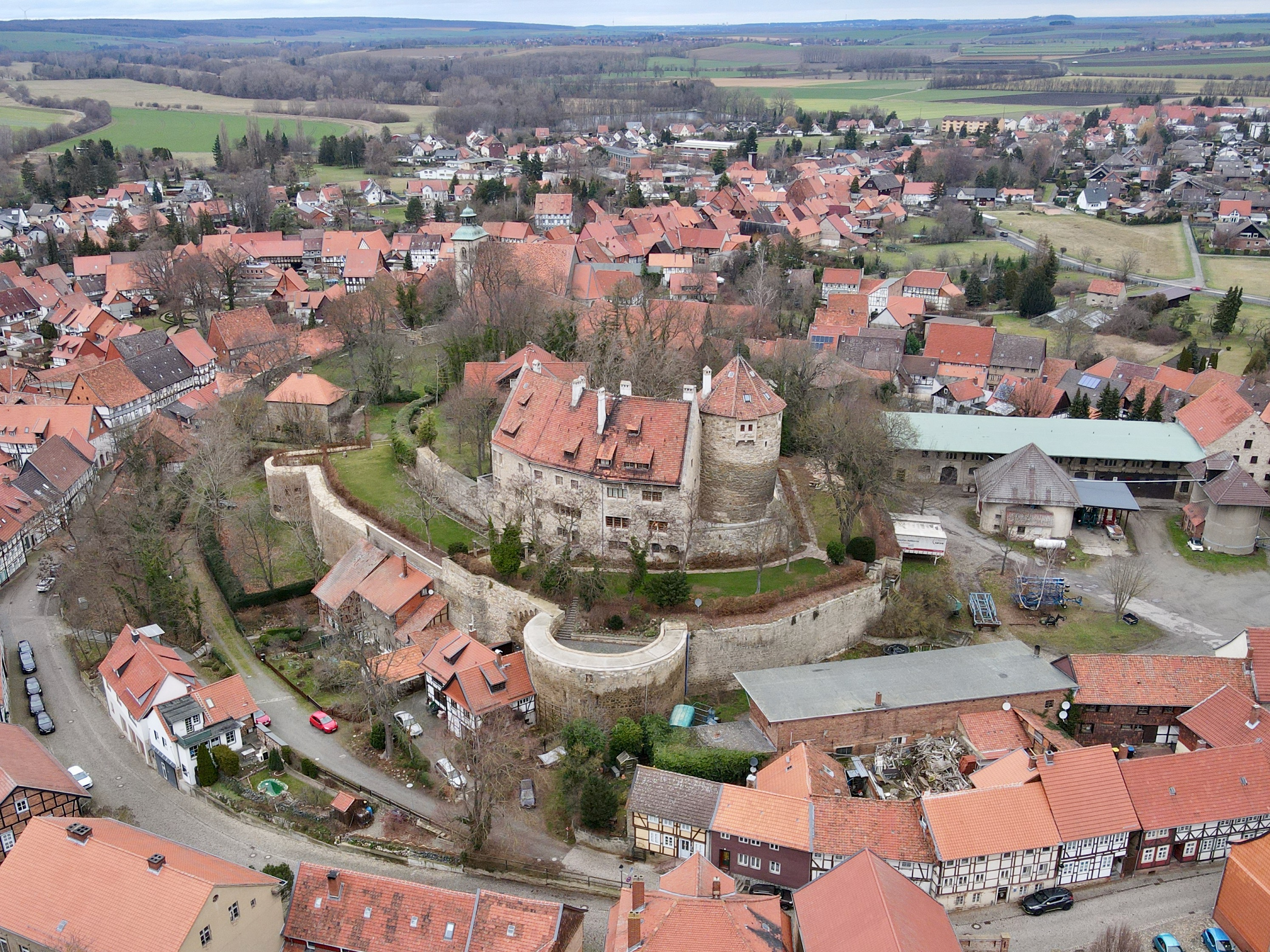
Il castello di Hornburg

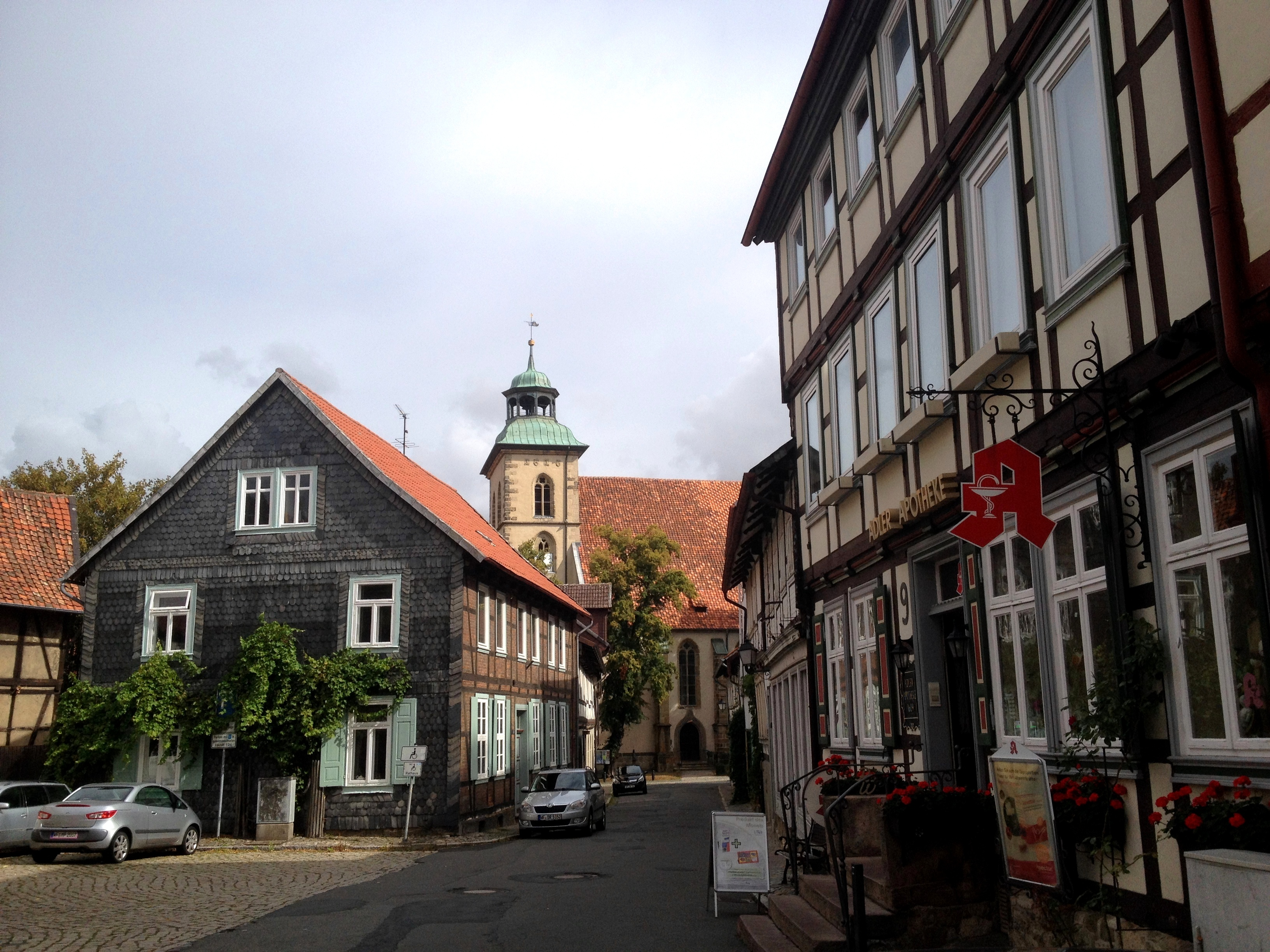
Strada con tipiche case a graticcio

Nel 1005 nacque a Hornburg papa Clemente II.
Il castello di Hornburg venne distrutto nel 1179 da Enrico il Leone, durante il conflitto con il vescovo di Halberstadt. Venne ricostruito da Federico Barbarossa.
Nel 1528 Hornburg venne riconosciuta città dal vescovo di Halberstadt ed ottenne i diritti di città.
A partire da questa data la città ebbe uno sviluppo economico notevole, basato anche sulla coltivazione del luppolo e dalla produzione della birra.
Durante la Guerra dei Trent'anni la città subì molte distruzioni ed occupazioni militari.
Alla fine del conflitto nel 1648 il vescovado di Halberstadt venne secolarizzato e la città venne annessa al regno di Prussia.
Durante la Seconda Guerra Mondiale la città divenne parte del circondario di Wolfenbüttel, così successivamente durante gli anni  della Guerra Fredda Hornburg faceva parte del territorio controllato dagli inglesi.
Fino al 1º novembre 2013 ha costituito un comune autonomo.